# Daniel Etim Effiong
Daniel Etim Effiong, también escrito Daniel Etim-Effiong es un actor y director de cine nigeriano de Nollywood.

## Biografía
Effiong nació en Jaji, estado de Kaduna, Nigeria. Su padre fue un teniente coronel del ejército nigeriano, Moses Effiong, quien recibió el indulto oficial del presidente nigeriano Muhammadu Buhari junto con otros cinco condenados a cadena perpetua en 1986 después del supuestamente fallido Golpe de Vatsa durante el régimen de Ibrahim Babangida por cargos de ocultación de traición contra el régimen y liberado en 1993 pero sin proclamación oficial y restauración de rangos y derechos.
Asistió a la Escuela Privada St. Mary en Isla de Lagos, el Government College en Ikorodu y la Universidad Federal de Tecnología en Minna, Estado de Níger, donde obtuvo un primer título en ingeniería química. Después de un breve período de trabajo en la industria del petróleo y gas como ingeniero, decidió cambiar de carrera para estudiar cine, escritura y dirección en AFDA Film School en Sudáfrica y luego realizó un curso de cine en la Universidad de Johannesburgo.

## Carrera profesional
Después de dejar su trabajo como ingeniero, se convirtió en productor de contenido para NdaniTV.
En 2017, dirigió un cortometraje de cinco minutos de duración titulado "Prey", que fue producido por su esposa recién casada, Toyosi, con Tope Tedala y Odenike Odetola.
Apareció junto a las actrices kenianas Sarah Hassan y Catherine Kamau Karanja en la película de comedia de 2019, Plan B, donde interpretó el papel de un director ejecutivo nigeriano de una empresa con sede en Nairobi, Dele Coker. La película le valió una nominación en la categoría de Mejor Actor en una Comedia (Película/Serie de televisión) en la séptima edición de los  AMVCA Awards 2020.
En 2020, participó en distintas películas. Obtuvo un papel principal en "Fish Bone", producida por Editi Effiong, también protagonizada por Shaffy Bello y Moshood Fattah. Actuó junto a Ike Onyema y Atteh 'SirDee' Daniel en el cortometraje "Storm", producido por Diane Russet y dirigido por Michael 'AMA Psalmist' Akinrogunde. También, dirigió un documental titulado "Skin", producido por Beverly Naya, programado para transmirse en Netflix.

## Filmografía

### Programas de televisión
| Año   | Título            | Papel         | Ref.   |
| ----- | ----------------- | ------------- | ------ |
| 2019  | Castle and Castle | Mike Amenechi | [ 17 ] |
| 2018- | The Men’s Club    | Lanre         | [ 18 ] |
| 2013  | Gidi Up           | Folarin       | [ 18 ] |
| 2021  | Castle & Castle   |               | [ 19 ] |

### Películas
| Año  | Título        | Papel          | Notas                                             | Ref.   |
| ---- | ------------- | -------------- | ------------------------------------------------- | ------ |
| 2021 | Still Falling | Capitán Lagi   | Junto a Sharon Ooja                               | [ 20 ] |
| 2020 | Skin          | Director       | Documental                                        | [ 21 ] |
| 2020 | Storm         | Storm          | Cortometraje junto a Diane Russet                 | [ 22 ] |
| 2020 | Fish Bone     | Inspector      | Cortometraje junto a Shafy Bello y Moshood Fattah | [ 23 ] |
| 2019 | Òlòtūré       | Tony           |                                                   | [ 24 ] |
| 2019 | Plan B        | Dele Coker     | Protagonista                                      | [ 25 ] |
| 2018 | New Money     | Ganiyu Osamede |                                                   | [ 26 ] |
| 2017 | Prey          | Director       | Cortometraje                                      | [ 23 ] |

## Vida personal
Effiong ha estado casado con Toyosi Phillips desde el 4 de noviembre de 2017. Se conocieron en agosto de 2016 mientras trabajaban en un proyecto. En diciembre de 2018, se anunció que estaban esperando un bebé. La pareja dio la bienvenida a su primer descendiente, una niña, el 7 de enero de 2019.